# Curtiss-Wright X-19
Curtiss-Wright X-19 – eksperymentalny samolot typu VTOL. Górnopłat z dwiema parami skrzydeł. Na każde skrzydło montowane było 4 metrowe śmigło, które mogłoby zostać obrócone o 90°, pozwalając startować i lądować jak śmigłowiec. Każda para śmigieł była napędzana silnikiem turbowałowym Avco Lycoming T55-L-5.

## Podobne konstrukcje
- V-22 Osprey
- Bell XV-15
- Bell XV-3
- AgustaWestland AW609